# Maleinsäurediethylester
Maleinsäurediethylester ist eine chemische Verbindung aus der Gruppe der Carbonsäureester und isomer zu Fumarsäurediethylester.

## Gewinnung und Darstellung
Maleinsäurediethylester kann durch Veresterung von Maleinsäure oder Maleinsäureanhydrid mit Ethanol gewonnen werden.

## Verwendung
Maleinsäurediethylester kann in Kombination mit Amin-Härtern für die Polyaddition von Epoxidharzen eingesetzt werden.
Als Zwischenprodukt wird er zur Herstellung anderer Verbindungen (z. B. Bernsteinsäurediethylester oder des Pflanzenschutzmittels Malathion) verwendet.

## Sicherheitshinweise
Die Dämpfe von Maleinsäurediethylester bilden beim Erhitzen über den Flammpunkt (93 °C) mit Luft ein explosionsfähiges Gemisch.

## Verwandte Verbindungen
- Maleinsäuredimethylester C6H8O4